# Kenneth O'Donnell
Kenneth Patrick "Kenny" O'Donnell (Worcester (Massachusetts), 4 maart 1924 – Boston (Massachusetts), 9 september 1977) was de campagnechef, assistent, adviseur en topman in het Witte Huis van de Amerikaanse president John F. Kennedy. Hij was ook assistent van Lyndon B. Johnson tot in 1965. In 1968 diende hij als campagemanager van senator Robert F. Kennedy.

## Biografie

### Jonge jaren
Van 1942 tot 1945 diende O'Donnell als soldaat in het Amerikaanse leger. Na zijn diensttijd studeerde hij van 1945 tot 1949 op Harvard. Robert Kennedy, broer van de latere president John Kennedy, was daar zijn kamergenoot. Ze waren eveneens beide lid van hetzelfde voetbalteam. O'Donnell en Robert Kennedy hadden zodoende een hechte vriendschap, tot Robert Kennedy's dood daar in 1968 een einde aan maakte.
In zijn Harvard-tijd trouwde O'Donnell zijn vrouw Helen. Dat was in 1947. Zij kregen vijf kinderen, onder wie de auteur Helen O'Donnell. Na Harvard studeerde O'Donnell rechten aan de universiteit in Boston. (1950-1951). Daarna werkte hij in Boston als verkoper en later nog als pr-man van 1952 tot 1957.

### Loopbaan
De vriendschap met Bobby Kennedy kwam al naar voren in 1946, toen Robert Kennedy O'Donnell inlijfde als medewerker voor John F. Kennedy's verkiezingscampagne voor de Senaat. In 1952 werkte O'Donnell officieel als naaste adviseur van Kennedy in de verkiezingen voor een Senaatszetel. O'Donnell werkte vervolgens als vrijwillige, politieke adviseur voor senator Kennedy, totdat hij in 1957 door Robert Kennedy aangenomen werd als lid van een overheidscommissie. Bobby Kennedy was daarvan namelijk de hoogste voorzitter.
In 1958, vlak voor de nakende presidentsverkiezingen, diende O'Donnell als politiek assistent voor senator Kennedy. In 1960, toen John F. Kennedy verkozen werd, werd hij officieel aangesteld als Special Assistent of the President (speciaal assistent van de president). Hij was de topman in het Witte Huis en presidentieel hoofdadviseur, samen met zijn collega Dave Powell. Gedurende een ambtstermijn van drie jaar adviseerde O'Donnell de president. Dit ging over de toenmalige Vietnamoorlog, de Cubacrisis evenals de Varkensbaai-invasie.
In 1963 regelde O'Donnell een bezoek aan Dallas, in de staat Texas, met het oog op de presidentiële herverkiezingen in 1964. Het was inmiddels bijna zeker dat president Kennedy herkozen zou worden en O'Donnell zou zijn adviseur blijven. In Dallas werd president John Kennedy doodgeschoten.
Na Kennedy's dood in 1963 werd voormalig vicepresident Lyndon B. Johnson ingezworen als 36ste president. O'Donnell was tot 1965 de assistent van Johnson. In 1966 werd hij Democratisch kandidaat bij de gouverneursverkiezingen, maar verloor die. In 1968 diende hij als campagnechef onder zijn vriend Robert Kennedy, tot diens dood in 1968.
Daaropvolgend werd hij aangenomen als medewerker voor de campagne van Hubert Humphrey, evenals vele andere medewerkers die bij Robert Kennedy in dienst waren geweest.
In 1970 deed hij weer een poging om de Democratische nominatie voor het gouverneurschap van Massachusetts te winnen, maar eindigde als vierde met slechts 9% van de stemmen.
O'Donnell, en zijn oud-collega David Powers, schreven samen het boek Johnny, we hardly knew ye.

### Dood
De teleurstellingen en de dood van zijn beide vrienden hadden hem parten gespeeld, want O'Donnell werd een alcoholist. Op 11 augustus 1977 werd hij in het ziekenhuis opgenomen. Daar overleed hij op 9 september 1977. Zijn echtgenote Helen was negen maanden daarvoor overleden.

## Film
In Thirteen Days, een film over de in 1962 gebeurde Cubacrisis, kwam O'Donnell voor als Special Assistant of the President. In de film werd hij gespeeld door de acteur Kevin Costner. Kennedy wordt daarin gespeeld door acteur Bruce Greenwood.